# Gewone zeekat
De gewone zeekat (Sepia officinalis) is een van de bekendste soorten inktvissen.  
De gewone zeekat is inheems in vrijwel alle delen van de Middellandse Zee, de Noordzee en de Oostzee. Mogelijk komen ook enkele ondersoorten voor ten zuiden van Zuid-Afrika.  

## Kenmerken
Tussen de acht gewone tentakels zitten twee langere vangarmen die alleen te zien zijn als de zeekat een prooi grijpt. Rond zijn mondopening zit een snavelvormige bek. Een zeekat heeft pigmentcellen in zijn huid zitten waarmee hij van kleur kan veranderen en zijn uiterlijk aan de omgeving aan kan passen. Meestal gaan ze daarom goed op in de achtergrond maar tijdens de paring verschieten ze snel van kleur. Bij het mannetje zijn bij opwinding bruine knobbels op de rug te zien.
Volwassen exemplaren in gematigde gebieden ontwikkelen een mantel die wel 60 centimeter groot kan worden.

### Zeeschuim
De zeekat heeft geen botten, maar een interne skeletschelp. Ondanks de verregaande reductie van een uitwendige naar inwendige schelp, is het nog steeds duidelijk zichtbaar waar vroeger de nauwe, platte kamers zaten. Deze schelp, bekend als zeeschuim, is een bron voor kalk voor vogels die als huisdier gehouden worden. Kooivogels worden daarom vaak voorzien van zo'n 'knaagspeeltje'. Het materiaal spoelt vooral in de zomer volop aan op Nederlandse en Belgische stranden.

## Leefwijze
Zeekatten zijn echte nachtdieren die 's nachts jagen op krabben en garnalen, die de basis vormen van hun hoofdvoedsel. De prooi wordt doormidden gebeten met behulp van de snavelvormige bek die tussen de tentakels ligt. Overdag liggen ze meestal ingegraven in het zand.
Het is een rondtrekkende soort die de lente en de zomer aan de kust doorbrengt om te paaien en zich vervolgens in de herfst en winter naar diepten van 100 tot 200 meter begeeft. Mannetjes worden niet ouder dan twee tot drie jaar; het vrouwtje leeft zelfs maar een jaar. 
De soort leeft voornamelijk op zanderige bodems en kan brak water verdragen.

## Inkt
In vroeger tijden werd de inkt van Sepia verzameld om mee te schrijven en tekenen. Wanneer de zwarte inkt opdroogde op papier, verkleurde deze naar een donkerbruine kleur. De naam van de bruine kleur 'sepia' komt hier dan ook vandaan.

## Galerij

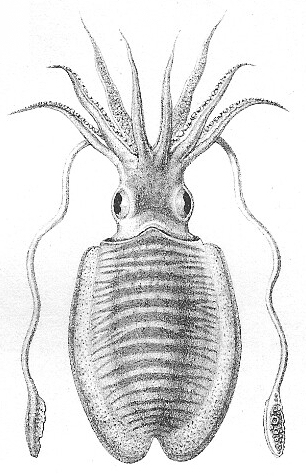
lichaam (uit Herklots, 1859)
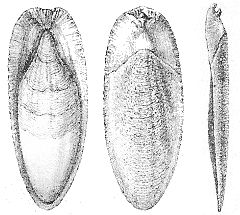
schelp (uit Herklots, 1859)
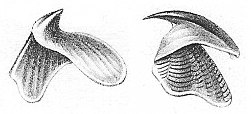
kaak (uit Herklots, 1859).
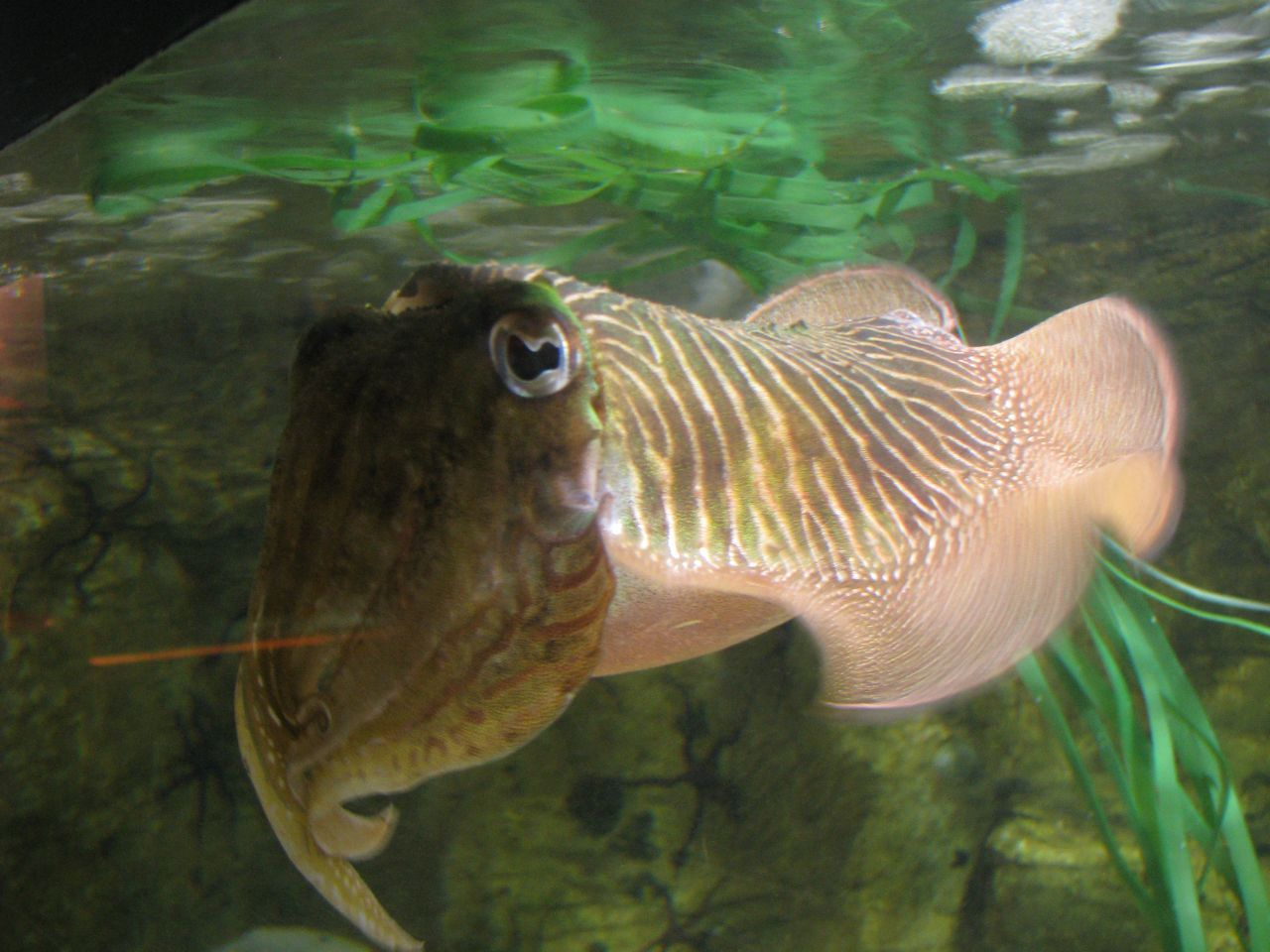